# ملعب أديس أبابا
ملعب أديس أبابا (بالأمهرية: አዲስ አበባ ስታዲየም)‏ هو ملعب متعدد الاستخدام يقع في أديس أبابا عاصمة إثيوبيا . غالبا ما يتم استخدامه لمباريات كرة القدم . يسع الملعب لجلوس 35 ألف متفرج . يعتبر الملعب الرسمي الذي يخوض فيه منتخب إثيوبيا مبارياته الدولية . تم بنائه في 1940 وتم تجديده في 1999 .